# Posek

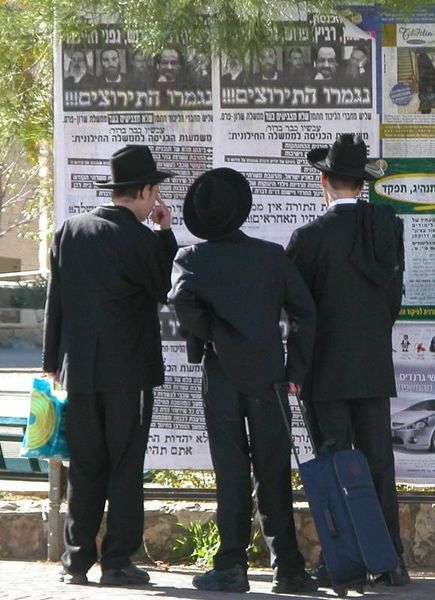
Jerusalén ortodoxos. Fotografiado por Efi B.

Posek (en hebreo: פוסק), hace referencia a los jajamim (sabios) que cuentan con un gran conocimiento de la Ley judía o Halajá, durante los siglos posteriores a la redacción del sagrado Talmud de Babilonia. Como muchos aspectos de la Halajá no tenían una respuesta clara, los sabios jajamim y las distintas comudidades judías demandaron instrucciones a los sabios gueonim, inicialmente a los jajamim de las academias talmúdicas de Babilonia, donde fue escrito el Talmud babilónico, esta nueva forma de actividad en la ley judía, con preguntas y respuestas escritas, conformó la literatura de la responsa rabínica, la cual tenía la forma de un psak din, una decisión legal realizada por un juez experto en la ley judía. Con el pasar de los años apareció la necesidad de agrupar, condensar y clasificar todas las decisiones en el marco jurídico de la Halajá, y el primer esfuerzo fue llevado a cabo por el Rabino Isaac Alfasi, el autor de la obra Hilchot HaRif. Por su parte Moshé Ben Maimón escribió su magistral obra Mishné Torá un siglo después.